# 967 Helionape
Helionape è un asteroide della fascia principale del diametro medio di circa 11,97 km. Scoperto nel 1921, presenta un'orbita caratterizzata da un semiasse maggiore pari a 2,2253965 UA e da un'eccentricità di 0,1685102, inclinata di 5,41410° rispetto all'eclittica.
Stanti i suoi parametri orbitali, è considerato un membro della famiglia Flora di asteroidi.
Il suo nome è la traslitterazione greca del cognome dell'attore austriaco Adolf von Sonnenthal.